# Plateau Bonaparte
Il Plateau Bonaparte, situato nella Columbia Britannica, in Canada, è una sezione del più esteso Plateau Cariboo che si estende fino al fiume Quesnel ed è compreso tra i Monti Cariboo a est e il fiume Fraser a ovest.

## Geografia
Il Plateau Bonaparte si posiziona tra il fiume Bonaparte a nord e a est, il fiume Thompson a est e a sud; all'estremità nord si trova il Lago Bonaparte, il più esteso nella zona e che dà origine al fiume Bonaparte, in prossimità del bordo del plateau, appena sopra il fiume Thompson.
Altri fiumi del plateau sono il Deadman River (il fiume del morto), che si unisce al Thompson nei pressi della città di Savona; il Loon Creek, che si origina dal Loon Lake e scorre verso ovest, e il Cache Creek.
A nordest del plateau c'è una regione semi montagnosa al confine meridionale del Parco Provinciale Wells Gray. Il gruppo di colline immediatamente a nordest del Cache Creek sono incluse nel Parco Provinciale Arrowstone Hills. La cima più alta di queste colline raggiunge i 1.791 m slm. La cima più alta dell'intero plateau è la Silwhoiakun Mountain, che si eleva fino a 1.870 m slm.

## Origine del nome
Il nome del plateau deriva da quello di un capo della tribù Shuswap, che aveva adottato il nome del celebre generale francese Napoleone Bonaparte, molto popolare tra le Prime nazioni della Columbia Britannica per la sua reputazione di grande condottiero e guerriero.